# Bates College
Bates College es una universidad privada de artes liberales en Lewiston, Maine. Es equidistante de la capital del estado, Augusta, al norte, y del centro cultural de Portland, al sur. Anclado por el Historic Quad, el campus de Bates consiste de 329 hectáreas con un pequeño campus urbano que incluye 33 casas victorianas como residencias estudiantiles. Mantiene 240 hectáreas de reserva natural cerca de la isla Campbell y un centro costero en la bahía de Atkins. Con solo 1800 estudiantes al año, Bates es la universidad más pequeña en su conferencia atlética. Como resultado de su reducido número de estudiantes, Bates mantiene tasas de admisión selectivas. La matrícula suele ser una de las más caras de los Estados Unidos.
La universidad fue fundada el 16 de marzo de 1855 por el estadista abolicionista Oren Burbank Cheney y el magnate textil Benjamin Bates. Establecido como el Maine State Seminary, la universidad se convirtió en la primera universidad mixta en Nueva Inglaterra y fue la primera en la zona en conferir títulos universitarios a mujeres. Bates es la tercera universidad más antigua de Maine, después de Bowdoin y Colby College. A principios de la década de 1900, la universidad comenzó a expandirse agresivamente y, a mediados de la década de 1940, acumuló grandes cantidades de propiedades, convirtiéndose en una potencia económica importante en Lewiston.  Para la década de 1950, la universidad se había comenzado a tejer una reputación de ser accesible solo a estudiantes de familias afluentes de Nueva Inglaterra. Esa reputación se intentó remediar durante las décadas que siguieron hasta que las pérdidas vividas por la crisis de 2008 hicieron que el precio de la matrícula ascendiera. Desde finales de 2010, la universidad ha incrementado sus esfuerzos por convertir Bates en un lugar más inclusivo y diverso a nivel socioeconómico, racial y cultural.      
Bates oferta enseñanzas de Grado en humanidades y artes, ciencias sociales, ciencias naturales e ingeniería y ofrece programas de grado conjuntos con la Universidad de Columbia, Dartmouth College y la Universidad de Washington en St. Louis. La universidad da a elegir entre más de 30 especializaciones departamentales e interdisciplinares primarias y 25 concentraciones secundarias. La formación de Grado requiere que todos los estudiantes completen una tesis o trabajo final de grado en su especialización departamental antes de graduarse. La universidad generalmente matricula unos 1800 estudiantes al año, y aproximadamente 200 de ellos estudian en el extranjero cada semestre. Bates es parte del Colby-Bates-Bowdoin Consortium ("Tres Grandes de Maine") y compite en la New England Small College Athletic Conference (NESCAC) con 31 equipos universitarios. La universidad organiza el Bates Dance Festival y la Mount David Summit, y alberga el Museo de Arte de Bates College.     
Según el U.S. News & World Report, Bates se sitúa entre las veintidós mejores universidades de los Estados Unidos.  

## Antiguos alumnos destacados
- Edward Malefakis (1932-2016), historiador e hispanista, magna cum laude en Filosofía, 1953[1]
- Edmund Muskie (1936), senador por Maine y secretario de Estado de Estados Unidos (1980-1981).
- Robert Kennedy (1944-1945), senador por Nueva York, fiscal general de los Estados Unidos 1961-1964